# 텍사스 배틀
텍사스 배틀(영어: Texas Battle, 1980년 8월 9일 ~ )은 미국의 배우이다.

## 출연 작품
- 10 미니츠 곤 - 리처드 역
- 트라우마 센터 - 서전트 툴 역
- 데드 캠프 2 - 제이크 역